# Баллиста (узурпатор)
Баллиста (лат. Ballista; умер в 261 году) — римский префект претория и проконсул Египта.
Он не принимал императорского титула, и часто ошибочно называется римским императором. Также известен в источниках под именем Каллист. Баллиста поддержал восстание Макрианов против императора Галлиена. Баллиста был префектом претория при Валериане, которого он сопровождал в походе на Восток. После пленения императора персы совершили поход вглубь Римской империи. Баллиста их остановил и отбросил. После чего он предложил Макриану Старшему стать императором, восстав против оставшегося в Риме сына Валериана — Галлиена. Макриан, однако, отказался от императорского титула, ссылаясь на физическое увечье, и августами были провозглашены (очевидно, в начале осени 260 года) два его сына, Макриан Младший и Квиет.
Вскоре Макрианы погибли во время похода на Рим, а Квиет был убит Оденатом. Карьера Баллисты после падения Макрианов неизвестна. По одной из версий, он удалился в имение под Дафной, по другой, он провозгласил себя императором и сохранял неустойчивое господство над частью Сирии и прилегающих провинциях в течение трех лет. Это утверждение необоснованно. Ни время, ни характер смерти Баллисты не может быть установлено с полной определенностью, но, как полагают, он наверное тоже был убит Оденатом.